# 拉沃当
拉沃当（法語：Lavedan，法語發音：[lavdɑ̃]），有时又称“激流谷”（法語：vallées des Gaves），是法国奥克西塔尼大区上比利牛斯省的一个传统地区，历史上为加斯科涅行省和比戈尔伯国的一部分。